# 宁波市效实中学
宁波市效实中学，簡稱寧波效實中學、效實中學，是一所位于中华人民共和国浙江省宁波市的高级中学，有100余年历史，原为私立中学。学校现有39个班级，1800余名学生，197名教职工（包括宁波外国语学校任教）。

## 校史
效实中学创办于1912年，首任校长是陈祥翰（季屏），是民国时期浙江省著名私立中学。
1911年冬，何育杰、叶秉良、陈训正、钱保杭等先生以“以私力之经营，施实川之教育，为民治导先路”为宗旨，始创立效实学会。次年2月，经联络本埠士绅李镜弟，借得西门盘诘坊育德农工小学堂址，始创办效实中学。效实之名，取自严复所译之天演论中“物竞天择，效实储能”。是时有学生62人，教员4人，学制为4年。两年后学生增至97人。因效实中学教育质量较好，课程程度较教育部定标准略高，因此草创不久便有较好声誉。1917年上海复旦大学及圣约翰大学与效实中学订约，凡效实中学毕业生皆可免试，直接保送入学。后学校规模不断扩大。效实中学教学重数理化及外语，后形成该校教学传统，且教材多为原版，另有教授德语、法语、日语，教学质量较好、要求严格，逐渐奠定了享誉浙江乃至全国的名校之地位。
1937年抗战爆发，学校迁往鄞县高桥，时有学生336人。次年，在上海牛庄路设上海分校。1941年4月19日，宁波被日本军队占领后，学校解散停办。8月由蔡曾祜（箴五）先生联同其他原学校人士组建求实学社，以高中教育为主，代行教育。次年，上海分校改称储能中学。1945年抗日战争胜利后，蔡曾祜（箴五）先生由求实学社教务主任代理校务，主持复校及接收求实学社事宜。并于同年10月25日正式复校开学，此后便以此日为效实中学校庆纪念日。
1956年由私立改为公立，并更名“宁波第五中学”。曾于1959年和1978年两次被列为省重点中学。1980年恢复原名称“效实中学”。1981年，被批准为浙江省首批重点中学。1995年，被定为省一级重点中学。1999年，被浙江省教育厅批准为举办“浙江省创新教育理科实验班”的全省二所试点中学之一。2000年被批准为教育部“现代教育技术实验学校”。自2005年起，“浙江省创新教育理科实验班”停办。2007年成功承办第24届中国物理奥林匹克决赛。
1996年起宁波市政府投亿元巨资易地重建效实，1999年秋季投入使用。新校舍占地126亩，建筑面积38500余平方米，建有行政、教学、实验、电教、劳技、图书、生活等楼舍和8765平方米设施一流的宽诚体艺馆，有中国田径协会验收认证授牌的400米塑胶跑道标准田径场及足球场、网球场等。图书馆藏书十一万余册。
2018年东部校区投入使用。

## 学校构建
现下辖高中部62个班级，现任校长为孙立，党委书记为张悦。

### 白杨校区
白杨校区位于海曙区白杨街，占地126亩，建筑面积38500余平方米。与海军招飞机构合作的海军航空班开设于此。

### 东部校区
东部校区位于宁波市东部新城核心区域，毗邻宁波文化广场。项目总投资4.85亿元，占地面积66742m²(约100亩)，建筑面积约5.6万m²，其中地上建筑面积4.3万m²，地下建筑面积1.2万m²。学校拥有走班教室、实验室、艺术教室等教学场所，学校剧院、体育馆、400米标准田径运动场等活动场所。校区规划建设规模为36班，根据市教育局对东部校区的办学定位，最多可容纳1440人的学生规模。国际中心开设于此。
2018年，效实中学东部校区正式启用。

### 国际中心（IB）
宁波效实中学IBDP国际课程实验班（宁波效实中学国际中心）于2012年经宁波市教育局同意，浙江省教育厅批准，获教育部正式备案。同年9月正式开课。
国际中心秉承“国际化的教学融入本土化的教育”,于行政上纳入效实中学统一管理。授课则采用小班制授课，由外籍学术校长负责制定教学计划，实施教学质量管理。各科的授课教师均具有丰富的国际课程教学经验，并接受过IBO的相关培训。
课程设计上，高一学生会在预科阶段学习一年的剑桥IGCSE课程，高二则将进入为期两年的IBDP课程学习，最终获得全球公认的国际文凭（International Baccalaureate，简称IB）。
国际中心现开设学科共15门，有在校学生201人，教学管理团队41人，现有的585名毕业生共覆盖了12个国家的海外各类院校287所。国际中心结合中西方基础教育的优势，为优秀学生提供优质的国际教育资源，培养具有全球视野的国际化人才，帮助他们实现进入世界一流名校的梦想。其优异的升学结果在宁波乃至全省都遥遥领先。国际中心严谨的学术管理及诚实守信的品质在全球各大学都备受认可和称赞。
国际中心现任学术校长为Francois Wessels（魏伏朗）、中心主任为黄伦玲。

### 海军航空班
效实中学海航班是浙江省唯一的海军青少年航空学校承办项目，设立于白杨校区（海曙区白杨街178号），成立于2017年，通过军民融合模式培养海军飞行学员预选人才。

## 与宁波外国语学校的历史建制关系
宁波外国语学校由宁波市政府批准，于1991年秋创办，并由效实中学承办。2000年宁波市政府批文同意宁外实行民办机制运行，并在效实中学内过渡。
但事实上从其建立后直到2005年，宁波外国语学校长期和效实中学实行“两块牌子，一套班子”的“名义”分离制度，且挂靠于宁波效实中学校舍内。区别是1998年秋天之前效实中学拥有自己的初中部编制，而外国语学校则在初中和高中部每个年级都有两个外语班的编制。而1998年秋天起，效实中学自己的初中部停办，而外国语学校的编制保持不变，并于次年起扩招成四个班级。2004年起，原效实中学高中所辖“国际部”取消，其编制划入宁波外国语学校编制内，称为“宁波外国语学校高中部”。
2004年，宁波市政府发布《关于民办中学停止挂靠于公立中学内的文件》，宁波外国语学校与效实中学分离。原计划宁波外国语学校暂驻于当地一所小学内，由于2004届初一学生家长的强烈反对，后经市教育局批准后决定宁波外国语学校继续停留于效实中学内一年。2005年9月，随着拥有20个教室的新校舍的建成，宁波外国语学校正式结束和效实中学共办的历史，除2004届高一因文理分班而继续挂靠于效实中学内以外，其余所有学生和教师将迁往育才路26号的新校舍。
2009年8月，宁波市政府批文同意宁外性质为全民事业单位，属宁波市教育局直属学校。办学地址搬迁到宁波东钱湖旅游度假区环湖南路258号，与效实中学东钱湖分校合并，重新实行“两块牌子、一套班子”管理，为寄宿制完全中学，现任校长为周长安。
由于效实与宁外两所学校特殊的历史渊源，很长一段时间宁波外国语学校学生也被宁波市民认为是效实中学的学生，“效实”，“五中（第五中学）”也被用来指代宁波外国语学校。但是随着宁外民办机制的推行，“宁外”和“效实”逐渐被区分地使用。

### 原效实中学东钱湖分校
效实中学东钱湖分校位于东钱湖旅游度假区，学校占地面积270亩，建筑面积8万平方米，设计规模为60个教学班2400名学生，总投资2.5亿元人民币，是东钱湖旅游度假区管委会投资建造的一所市教育局直属普高，由效实中学管理，实行全寄宿制小班化教学。2007年9月正式開學。
2009年，東錢湖分校與寧波外國語學校合併。合併後沿用寧波外國語學校的名稱。

## 办学理念

### 校徽
外观呈梅花形（腊梅花），平面有一精壮树杆（银杏树），三线示宁波三江口（甬江、姚江、奉化江）；三点示城西白云山庄（黄梨洲讲学处）、天一阁（藏书楼）、效实中学。

### 学风
严谨、求实、勤奋、创新

### 校风
爱国、进步、科学、务实

### 校歌
由校友魏友枋作词, 张谱六作曲。

### 教学特点
长期以来学校继承和发扬“爱国、科学”和“求适务实、与日俱进”的优良传统，确定了“坚持方针，遵循规律，打好基础，培育人才”的办学思想和“第一流，高质量，校风好，有特色，现代化”的奋斗目标，推崇“全面，基础，高质量，大面积”的教育准则和“起点高，要求严，基础厚，能力强，素质好，后劲足”的教学特色。

## 学生组织

### 学生会和团委
学生会的执行委员会成员一个学年改选一次，改选范围涉及学生会正副主席和各部门部长。选举集会活动则是由候选人制作的自我宣传海报为主。选举实行代议制，即每个班按照人数比例选举产生2-4名学生代表，然后再在“学生代表大会”上选举产生新一届的学生会执行委员会。团委的选举和学生会类似，但团委负责人并不在选举对象之列。
截至2010年，效实中学学生代表大会共召开49届，团委共召开43届。传统上学生会并不隶属于团委而自成一个管理系统，这也是该校区别于其他绝大多数学校的地方。但是现在情况有所不同，学生会指导老师也是团委委员之一。

### 学生社团
宁波效实中学共有学生团体20余个，其中涉及文学、天文、艺术、外语、动漫、体育、历史等多个方面。
2008年10月, 北斗河文学社被评选为“全国示范校园文学社团”，《效实文苑》被评为“全国百佳校园文学社刊”。

## 对外交往
2004年夏宁波外国语学校数十名学生访问德国亚琛海因里希·海涅综合中学（Heinrich-Heine-Gesamtschule-Aachen），并在德国学习，交流10多天，同年10月，德国方面亦派遣学生回访。
2005年起，与新加坡义顺初级学院定期交往。
2001年5月，美国耶鲁大学校长理查德·查尔斯·莱文一行访问效实中学。

## 著名校友

### 政治
- 陈布雷，报人，中华民国政治家，总统府国策顾问。
- 汪日章，油画家，曾任蒋介石侍从室秘书[8]
- 张香山，曾任中共中央对外联络部副部长、中共中央宣传部副部长[9]
- 陈金彪，现任中共浙江省委常委、秘书长[9]

### 经济
- 翁心梓，实业家[10]
- 蔡天铎，律师，曾经营航运业，蔡康永之父[10]
- 唐懋信，实业家，台湾第一支原子笔发明人[10]
- 胡慰承，实业家[10]

### 法学
- 吳經熊，法学家，中华民国派驻梵蒂冈教廷公使。
- 范剑虹，法学教授，德国弗莱堡大学法学博士。

### 文史哲
- 陳訓悆，报人，曾任中央社总编辑、《中央日报》社长[10]
- 胡仲持，报人、翻译家[11]
- 沙更世，画家、书法家、篆刻艺术家[8]
- 裘锡圭，古文字学家[11]
- 徐开垒，散文家
- 毛尖，作家
- 安妮宝贝，网络作家

### 科技
- 童第周，生物学家，首届中央研究院院士，中国科学院院士
- 翁文波，地球物理学家，中国科学院院士
- 陈中伟，医学家，中国科学院院士
- 朱祖祥，土壤学家，中国科学院院士
- 戴传曾，核物理学家，中国科学院院士
- 纪育沣，化学家，中国科学院院士
- 李庆逵，土壤学家，中国科学院院士
- 鲍文奎，植物遗传学家、育种学家，中国科学院院士
- 徐祖耀，材料学家，中国科学院院士
- 胡思得，核工程专家，中国工程院院士
- 周光耀，化学工程专家，中国工程院院士
- 毛用泽，核工程专家，中国工程院院士
- 陈肇元，土木工程专家，中国工程院院士
- 陈敬熊，电磁、无线电专家，中国工程院院士
- 童志鹏，电子信息工程专家、中国工程院院士
- 屠呦呦，药学家，2011年拉斯克临床医学研究奖[12]、2015年诺贝尔生理学或医学奖、2016年国家最高科学技术奖得主。
- 王鞠侯，地理学家[13]

## 链接
- 宁波外国语学校（页面存档备份，存于）